# Koppelpoort

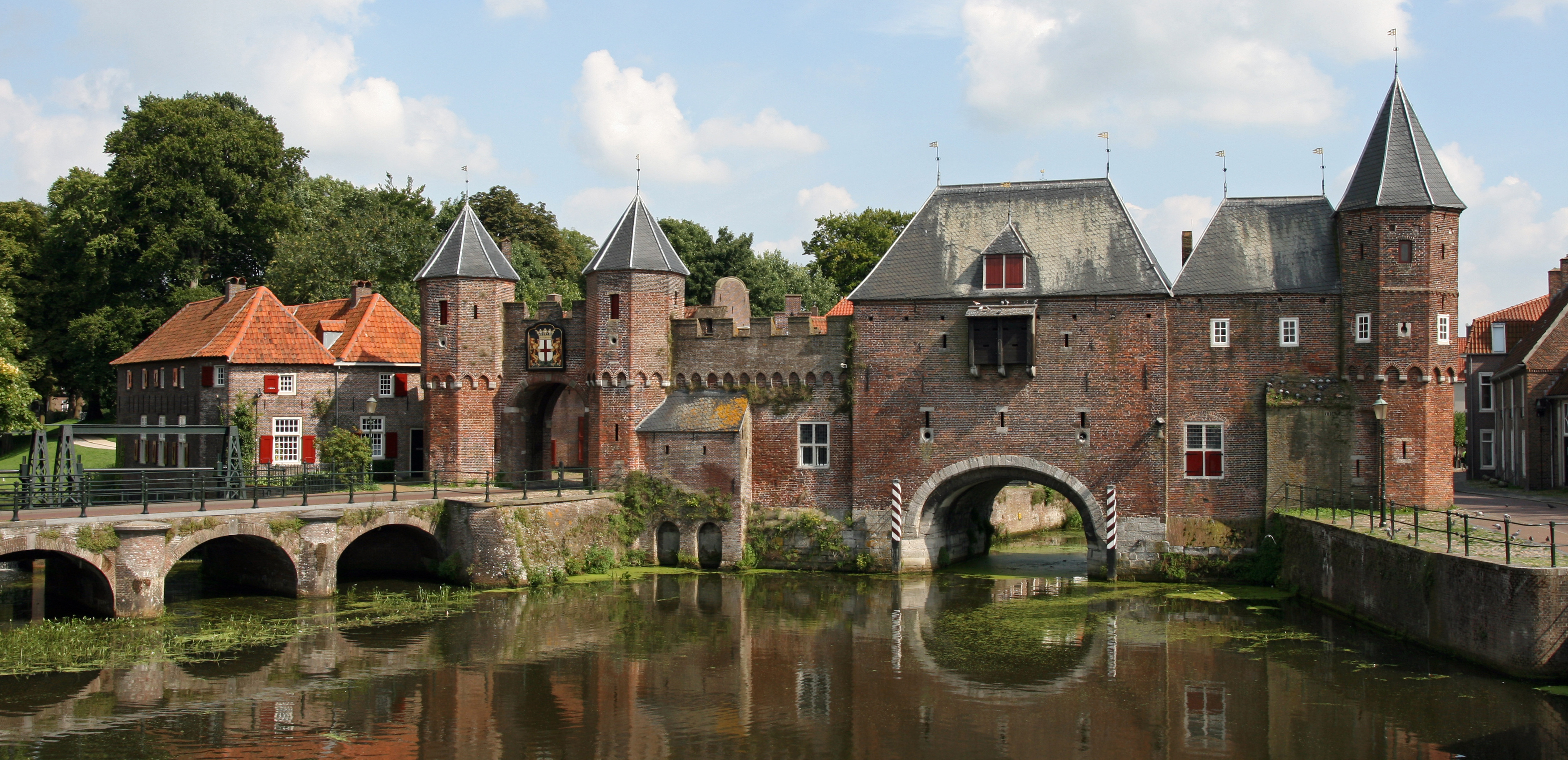
Koppelpoort, Amersfoort.

El Koppelpoort es una puerta de origen medieval de la ciudad holandesa de Amersfoort. Constituye un conjunto defensivo terrestre y fluvial que forma parte de la segunda muralla de la ciudad. Su construcción se terminó hacia el año 1425.

## Historia
La puerta se construyó entre 1380 y 1425 como parte de la segunda muralla de la ciudad. Todo el conjunto de la muralla se terminó alrededor de 1450. La puerta fue atacada en 1427 durante el asedio de la ciudad. 
La puerta se abría y cerraba todos los días por los raddraaiers. Se necesitaba un mínimo de doce personas para realizar esta operación. Era una tarea peligrosa, que exigía mucha coordinación entre los operarios, que podía provocar graves accidentes. Su apariencia actual data de la restauración que realizó Pierre Cuypers entre 1885 y 1886
La última restauración se completó en 1996. Se llevó a cabo respetando los materiales de construcción usados primitivamente, por la que la ciudad de Amersfoort recibió el Premio Europa Nostra.